# Hulda-Hrokkinskinna

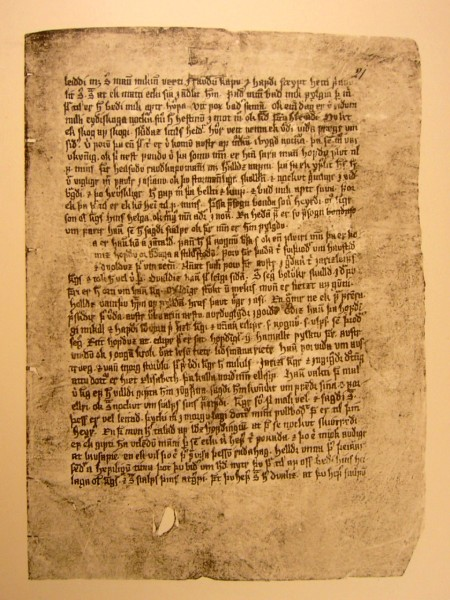
Manuscrit Hulda AM 66 fol, Arnamagnæan Institute, Copenhaguen

Hulda-Hrokkinskinna és una saga reial. Fou escrita a partir de 1280 i relata la història dels reis noruecs des de l'entronització de Magne Olavsson al 1035 fins a la fi del regnat de Magne V de Noruega (m. 1177).
La saga es basa en l'obra de Snorri Sturluson Heimskringla però aporta altres fonts en prosa i poesia d'una versió de Morkinskinna que no ha sobreviscut fins hui. El valor de Hulda-Hrokkinskinna és important perquè completa dades que s'ometen en Morkinskinna il·legibles per la deterioració de l'obra. S'han conservat vuit versos de poesia escàldica que no es troben en cap altre manuscrit, obra dels escaldes Arnórr Bordarson, Bjodólfr Arnórsson, Bölverkr Arnórsson i Bórarinn Stuttfeldr.
Alguns antics acadèmics consideraven que Heimskringla era una obra basada en Hulda-Hrokkinskinna, una idea que recentment ha guanyat adeptes.
La saga es divideix en dos manuscrits:
- Hulda ('el manuscrit ocult' o AM 66 fol.), d'origen islandès, datat de la fi del segle xiv. Conté 142 fulls i les primeres sis pàgines se n'han perdut.
- Hrokkinskinna ('pergamí arrugat' o GKS 1010 fol.) també d'origen islandès, datat de la primeria del segle xv. Els primers 91 fulls contenen el text Hulda-Hrokkinskinna mentre que les darreres quatre pàgines, afegides al segle xvi, contenen una versió incompleta de Hemings báttr Áslákssonar. El text de Hulda es considera anterior al Hrokkinskinna.

Hulda-Hrokkinskinna també conté històries curtes o baettir.
El text del Hulda-Hrokkinskinna fou imprés com a volum sisé i seté de Fornmanna sögur al 1831 i 1832. La saga no es tornà a imprimir fins al 2006. La investigadora danesa Jonna Louis-Jensen feu un treball extens sobre l'obra, al 1968, publicà una edició facsímil de Hulda i al 1977 una anàlisi crítica de la saga.